# Felsritzung 379 auf Fårö

Karte

Die West-Ost-orientierte Felsritzung 379 auf Fårö (RAÄ Fårö 379:1) wurde 1997 bei Bagghagen, südöstlich vom Weiler Lansa, im Westen der Südhälfte der Insel Fårö, bei Gotland in Schweden entdeckt und ist 3,8 × 1,0 m groß. Der Aufschluss fällt leicht nach Nordwesten ab. Die Ritzung besteht aus 18 Schälchen, fünf Schiffen, einem Schwert, einem Tier sowie neun fragmentarischen Ritzungen. Von denen stellt eine möglicherweise einen Menschen dar.
Die Schiffe sind 22 bis 55 cm lang, mit oder ohne einzeilige Besatzung. Das vierbeinige Tier ist 29 cm groß. Das Schwert ist 49 cm lang. Die Fragmente sind 10 bis 33 cm lang. Die Schälchen haben Durchmesser von 3,0 bis 6,0 cm und sind 0,2 bis 2,0 cm tief. Einige Striche der Besatzungslinien haben Schalengruben als Köpfe. Dies bedeutet entweder die Schalengruben waren vor den Schiffen vorhanden und werden als Köpfe wiederverwendet, oder, und dies ist wahrscheinlicher, sie stellen wichtige Personen dar. Auf Fårö sind die Schälchen gleichmäßiger über das Feld verteilt und deutlich weniger als in Lärbro. Einige treten im Zusammenhang mit Schiffen auf, jedoch nicht in eindeutiger Weise. 
Die Felsritzung hat eine größere Motivvielfalt als andere Ritzungen auf Gotland oder Fårö (hier existieren 19 weitere Ritzungen), ist jedoch relativ klein. Die Schiffe können genauso interpretiert werden wie die in Lärbro (Sonnenbarken oder Reisen und Handel). Vier der fünf Schiffe sind bemannt. Das Schwert ist die einzige abgebildete Waffe. Es gibt niemanden, der das Schwert, das in natürlicher Größe abgebildet ist, hält. Es ist keine Kampfszene, sondern muss als Schwertsymbolik interpretiert werden. Die Kombination von Schiffen und Waffen, hier jedoch ein Schwert anstelle der Äxte von Lärbro, sollte auf Reisen und Handel hinweisen.